# Карл Мене
Карл Мене (нім. Karl Mehne; 14 липня 1914, Бремен — ?) — німецький офіцер-підводник, капітан-лейтенант крігсмаріне.

## Біографія
1 серпня 1937 року вступив на флот. З вересня 1941 року — командир човна 17-ї флотилії форпостенботів, з липня 1942 року — човна флотилії оборони гавані Кіркенеса. З 5 липня по 29 грудня 1943 року пройшов курс підводника, з 30 грудня 1943 по 31 січня 1944 року — курс позиціонування (радіовимірювальні прилади), потім — курс командира підводного човна і ще один курс позиціонування (радіовимірювання), після чого був направлений на будівництво підводного човна U-1280, в травні 1944 року — на будівництво U-891, 24 вересня 1944 року — на будівництво U-3027. З 25 січня 1945 року — командир U-3027. 3 травня 1945 року наказав затопити човен в рамках операції «Регенбоген». 8 травня 1945 року взятий в полон британськими військами.

## Звання
- Рекрут (1 серпня 1937)
- Фенріх-цур-зее (1 квітня 1938)
- Оберфенріх-цур-зее (1 липня 1939)
- Лейтенант-цур-зее (1 серпня 1939)
- Оберлейтенант-цур-зее (1 грудня 1941)
- Капітан-лейтенант (1 листопада 1944)

## Нагороди
- Залізний хрест 2-го класу (1941)
- Нагрудний знак мінних тральщиків (1942)